# Писуерга
Писуерга (на испански: Pisuerga е река в Северна Испания (автономна област Кастилия и Леон), десен приток на Дуеро. Дължина 283 km, площ на водосборния басейн 15 828 km².

## Географска характеристика
Река Писуерга води началото си на 1633 m н.в., от северното подножие на масива Ел Тореон, на южния склон на Кантабрийските планини, в северната част на провинция Паленсия, автономна област Кастилия и Леон. До град Ерера де Писуерга е типична планинска река с тясна и дълбока долина и бързо течение. След това навлиза в северната част на обширното Старокастилско плато (платото Тиера де Кампос), като тук тече в южна посока в широка долина и спокойно течение. Влива се отдясно в река Дуеро, на 673 m н.в., на 10 km югозападно от град Валядолид.
Водосборният басейн на Писуерга обхваща площ от 15 828 km², което представлява 16,27% от водосброния басейн на Дуеро. На запад и югоизток водосборният басейн на Писуерга граничи с водосборните басейни на реките Валдерадуей, Есла, Арандиля и други по-малки, десни притоци на Дуеро, на север – с водосборните басейни на река Дева и други по-малки, вливащи се директно в Атлантическия океан, а на североизток – с водосборния басейн на река Ебро (от басейна на Средиземно море).
Основни притоци:
- леви – Одра (65 km, 798 km²), Арланса (160 km, 5338 km²), Есгева (116 km, 1016 km²);
- десни – Валдавия (71 km, 1042 km²), Карион (179 km, 3351 km²)[1].

Река Писуерга има предимно дъждовно подхранване и ясно изразено зимно и пролетно пълноводие. Среден годишен отток в устието 70 m³/sec, максимален над 15 000 m³/sec .

## Стопанско значение, селища
Река Писуерга има важно хидроенергийно и иригационно значение. В най-горното ѝ течение е изграден язовирът „Агилар“ с ВЕЦ „Агилар“. В средното и долното ѝ течение голяма част от водите ѝ се отклоняват (при град Ерера де Писуерга) по Големия Кастилски канал за напояване на житницата на Испания в провинции Валядолид и Паленсия.
Долината на Писуерга е гъсто заселена, като най-големите селища са градовете: Агилар де Кампус, Ерера де Писуерга, Валядолид.